# マリヤン・シャレツ
マリヤン・シャレツ（スロベニア語: Marjan Šarec、1977年12月2日 - ）は、スロベニアの政治家、俳優、コメディアン。現在は欧州議会議員を務めている。同国首相や国防大臣、マリヤン・シャレツ・リスト (LMS) 党首を歴任した。
政治風刺を得意とするコメディアンだったが、政界に転身。カムニーク市長を経て2018年の総選挙でマリヤン・シャレツ党から国会議員に初当選し、同年8月17日に首相となった。

## 経歴
1996年に高校を卒業後、演劇・ラジオ・映画・テレビ学院に入学。卒業後は、コメディアンとしてスロベニア国営放送のテレビ番組やラジオ番組に出演し、政治を風刺した。ゴレンスカ地方出身の嫌味な田舎者、イヴァン・セルペンティンシェク役で最もよく知られる。ヤネス・ドルノウシェク（元大統領）やカール・エリャヴェツ（元外相）、オサマ・ビンラディン、フィデル・カストロ、アントン・ロップ（元首相）、イェルコ・カツィン（スロベニア自由民主党元代表）、ヤネス・ヤンシャ（元首相）、アンドレイ・バユク（元首相）などの物まねもした。また、コメディアン業の傍らジャーナリストや編集者としても活動した。
2010年の統一地方選で、北部カムニークの市長に立候補した。スロベニアで芸能人が政界を志すのは極めて異例だったが、シャレツは第1回投票を2位で終えたのち、決選投票を僅差で制し、当選した。市長当選後、公務に専念するため芸能活動から退く。当初はゾラン・ヤンコヴィッチのポジティブ・スロベニア党に所属したが、2014年の統一地方選では離党して自ら政党を結成して臨み、第1回投票で全体の3分の2を得票して圧勝し、再選された。

### 大統領選への立候補
2017年5月には、同年10月に予定されていた大統領選への立候補を表明。大統領の役職を単なる名士としてしかみていないと、現職大統領のボルト・パホルを批判したシャレツは、若年層や左派にアピールできる有力な対抗馬とみられた。第1回投票で25%を得票し、パホルとの決選投票に進んだが落選。

### 首相職
2018年6月、シャレツはマリヤン・シャレツ・リスト(LMS)の党首として総選挙に臨むと明らかにした。総選挙で同党は12.6%を得票し、シャレツを含む候補者13名が当選、国会の第二勢力となった。8月17日、連立交渉の後にシャレツは第13次政権を率いる新たな首相に選出された。
しかし、左派の5政党で発足した連立政権は90議席中43議席しか占めていない少数与党であり、首相就任後はリーダーシップや独自性を発揮できない状態が続いた。さらに、2019年11月には野党・左翼党の協力も得られなくなり、与党のみで法案を可決することができなくなった。2020年1月にはLMSが提案した、国が医療制度の損失を補填する法案にアンドレイ・ベルトンチェリ財務大臣が強く反発し辞任。これが引き金となり、シャレツも首相辞任に追い込まれた。後任の首相にはヤネス・ヤンシャが就任した。
2022年には国防大臣に就任したが、2024年6月の欧州議会議員選挙で当選し、同年7月16日に議会が招集されたことを受け国防大臣を退任した。